# Parage (bovin)
Pour les articles homonymes, voir Parage.

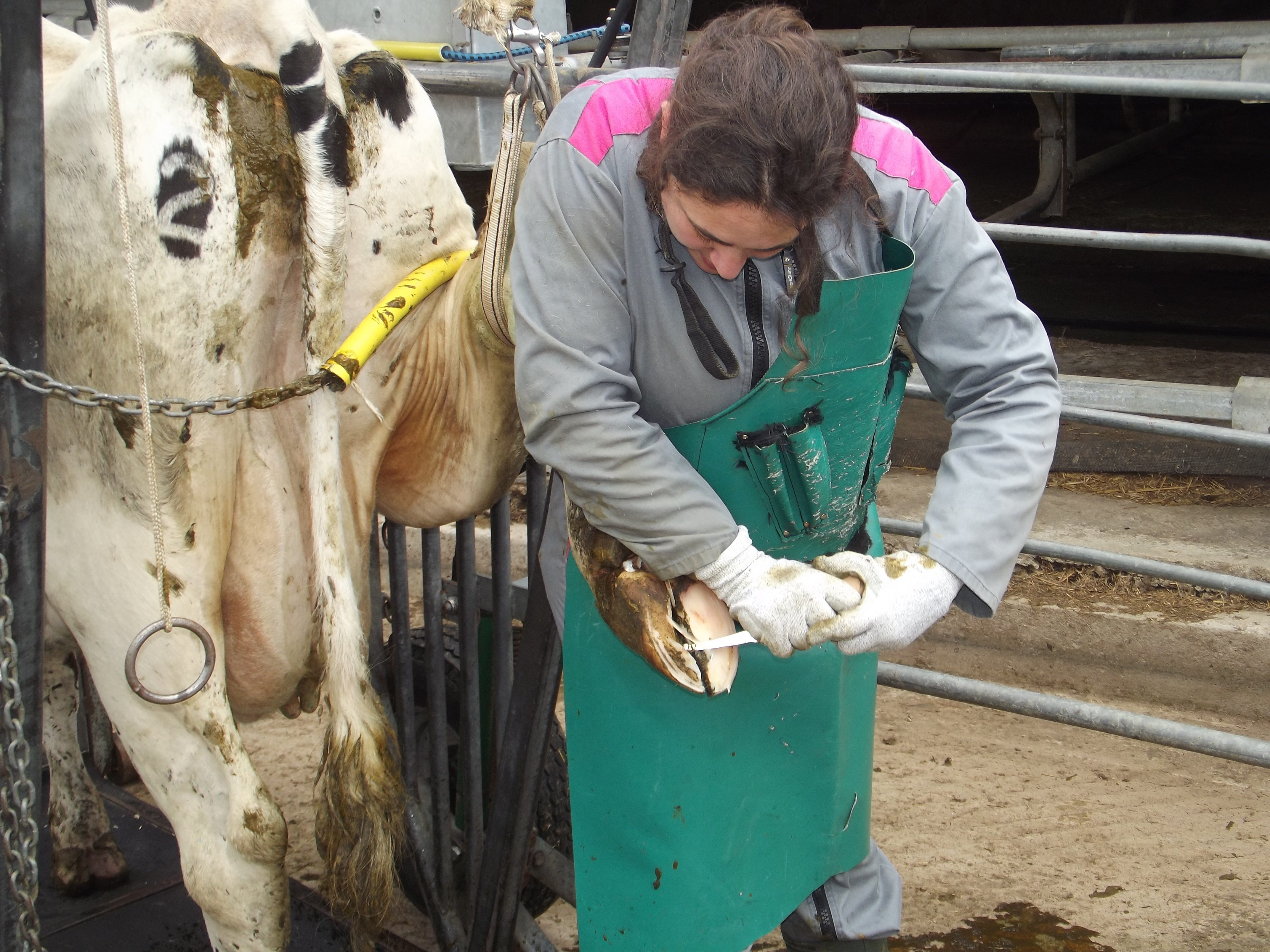

Parage désigne les soins de la corne des ongulés en vue d'entretenir ou de rétablir les fonctions des onglons. Chez les bovins, il peut être fonctionnel (correction des aplombs) ou curatif (soin d'une lésion de la corne).
Les bovins doivent être parés quand  ils boitent, quand leurs onglons sont déformés, quand leurs aplombs présentent des postures anormales.

## Le parage fonctionnel
Les onglons des bovins poussent principalement en pince et sur l'onglon qui a le plus de poids (onglon interne sur les antérieurs et onglons externes pour les postérieurs). Le parage fonctionnel consiste à rééquilibrer les charges entre les 2 onglons d'un même pied et d'équilibrer les charges sur chaque onglon de sorte que le poids de la vache soit uniforme sur l'os du pied.
Pour cela, les onglons sont d'abord coupés à la bonne longueur (de 6 à 9 cm de la couronne à la pince suivant la taille de la vache).
La sole est taillée perpendiculairement à l'axe du membre, et de sorte que l'os du pied soit parallèle au sol.
Les 2 onglons sont mis à la même hauteur pour répartir uniformément la charge.
Le creux axial est réalisé pour permettre l'évacuation de corps étranger et éviter les frottements.

## Qui réalise le parage?
Le parage doit être réalisé par un professionnel ayant eu une formation de pareur. Un parage mal réalisé peut fragiliser la sole du pied et entraîner de futures boiteries.

## Le parage curatif
Le parage curatif est réalisé sur les lésions de la corne des bovins.
Il consiste à retirer la corne décollée, amincir la corne autour des lésions, et enfin réaliser une suppression d'appui de l'onglon lésé.

## Réalisation
Le parage des bovins peut être réalisé par le pédicure pour bovins.
Les pieds des bovins sont coupés avec une pince à onglons, une reinette et un rogne-pied électrique.

## En quoi consiste le parage?
Le parage préventif  permet de prévenir l’apparition de boiterie. Le parage curatif permet de guérir un animal d’une boiterie dont l’animal ne pourra guérir seul. Le parage curatif permet de lutter contre les boiteries dues à l’environnement de l’animal ou à son alimentation. Les boiteries sont diverses : fourbure (ligne blanche qui conduit à un abcès), fourchet (inflammation superficielle de la région interdigitée),  maladie de Mortellaro (infection bactérienne au dessus du sabot).
Le parage consiste à réduire la corne des sabots d’un animal. Le parage peut se réalisé sur différent animaux, a savoirs les bovins, les équins, les ovins et les porcins peut-être mettre cette phrase au début de cette sous partie ? 

## L'intérêt du parage
Le parage permet la bonne répartition du poids de l’animal sur l’ensemble des onglons. Avec l’évolution de l’élevage dit « hors sol » l’usure naturelle de la corne ne peut plus s’effectuer, ce qui entraîne une pousse anormale de la corne, gênante pour l’animal.
Un animal souffrant de problème d’aplombs va ingérer moins d’aliment, rester couché, s’amaigrir, ce qui entraîne par la suite des pertes économiques importantes.